# Culture de Rinaldone
 (octobre 2016).
La culture de Rinaldone se développe entre 3700 et 2100 av. J.-C. environ dans le centre de la péninsule italienne. Elle couvre donc la majeure partie du Chalcolithique, dénommé ici Énéolithique. Elle a été définie en 1939 par Pia Laviosa Zambotti à partir, entre autres, des caractéristiques de la nécropole de Rinaldone dans la région de Viterbe,.
La définition originelle de cette culture a bien entendu évolué depuis 1939. Beaucoup de chercheurs la décrivent désormais comme un faciès et même un faciès funéraire,. Encore aujourd'hui, elle est en effet documentée presque exclusivement par les sites funéraires.
La définition même de cette culture (ou faciès) pose problème puisqu'elle ne repose que sur des éléments très limités et rarement spécifiques à cette région et à cette période, par exemple un type de vase particulier qui, en fait, n'est présent que dans une partie des tombes.

## Chronologie, aire de développement et influences

### Chronologie
Jusque dans les années 1990, il n'y avait quasiment aucune date radiocarbone clairement attribuable à cette culture. La situation a évolué depuis, notamment grâce aux nombreuses datations effectuées sur les inhumés de la nécropole de la Selvicciola au nord du Latium,. Cette culture débute vers 3700 av. J.-C. et s'achève vers 2100 av. J.-C. Sa durée est donc exceptionnellement longue. Il est encore trop tôt pour pouvoir proposer des subdivisions internes.

### Aire de développement
Les sites attribuables à la culture de Rinaldone se répartissent essentiellement entre le centre de la Toscane, et le centre du Latium, en passant par l'Ombrie. Toutefois, contrairement à ce qui était supposé initialement, on trouve également des sites au sud du Tibre, notamment dans la région de Rome,.
Elle est également attestée dès le début de son développement dans les Marches, mais dans cette région les fiasques caractéristiques de cette culture sont rares et rapidement toute la partie orientale des Apennins semble connaître un développement culturel autonome.
Elle apparaît ponctuellement jusque dans les Abruzzes,.
Dans la phase la plus récente, elle semble même se prolonger vers le sud du Latium où elle remplace la culture de Gaudo,. Les frontières avec les autres cultures sont cependant particulièrement floues. Dans le centre du Latium, la culture de Rinaldone coexiste ainsi aux côtés des cultures de Gaudo et d'Ortucchio entre 3130 et 2870 av. J.-C. et même au-delà.

### Influences
Les influences de la culture Rinaldone au-delà de son aire de développement principale sont visibles dans la présence d'objets qui en sont inspirés ou directement issus.
On trouve ainsi des objets en métal dans le sud de la France de provenance sans doute italienne, comme à Fontaine-le-Puits en Savoie. Plusieurs poignards en cuivre supposés d'origine Rinaldone ont même été découverts en Suisse. Selon certains chercheurs, la culture de Rinaldone aurait été à l'origine du développement de la métallurgie dans le sud de la France. On observe ainsi de fortes ressemblances entre cette dernière et les pratiques métallurgiques attestées à Cabrières dans l'Hérault. Cette hypothèse est toutefois discutée en raison du manque de données sur d'éventuels relais entre le centre de l'Italie et le sud de la France.
À l'inverse, la culture de Rinaldone n'est pas étanche aux influences extérieures. Il existe même un faciès dérivé de cette culture en Toscane qui porte le nom de la grotte dans laquelle il a été identifié ; le faciès de Sassi Neri. Dans le site éponyme mais aussi dans des sites voisins comme la grotte du Fontino près de Grosseto et la grotte de San Giuseppe sur l'île d'Elbe, les objets, notamment les vases, présentent des caractéristiques qui les rapprochent à la fois des cultures de Rinaldone, de Gaudo et de Laterza.
Des relations entre la culture de Rinaldone et celle de Gaudo sont également visibles dans la région de Rome. Dans une tombe à Tenuta della Selcetta 2 des vases des deux cultures sont associés. De même, à Osteria del Curato-Via Cinquefrondi, dans une nécropole Laterza-Ortucchio, a été exhumée une tombe féminine contenant de la céramique Rinaldone, Laterza et Gaudo. En outre, la structure des tombes, le rituel funéraire et la présence dans les deux cas de longues pointes de flèche rapprochent les cultures de Rinaldone et de Gaudo.
Cependant, ces influences mutuelles restent globalement rares et limitées à des aspects assez généraux.
Cette relative fermeture de la culture de Rinaldone aux influences extérieures est particulièrement visible lors du développement du Campaniforme vers 2600 av. J.-C. En dehors de la nécropole de Fontanile di Raim au nord du Latium où les deux cultures semblent se mêler, on retrouve généralement des sites dont le mobilier renvoie entièrement à l'une ou l'autre.

## Mode de vie, occupation du territoire et habitat
Certains chercheurs supposent que le pastoralisme était nettement plus important que l'agriculture dans cette culture. Cette hypothèse ne repose toutefois sur aucun élément concret en dehors de l'absence d'informations sur les villages. Cela suggère que ces derniers étaient constitués de structures très légères qui seraient compatibles avec un mode de vie très mobile cohérent avec le pastoralisme.
En effet, dans l'aire principale de développement de cette culture, et pour les phases anciennes quelle que soit la région considérée, aucun village ou occupation domestique n'est clairement documenté. Certes, dans la zone de Tufarelle, dans le Latium et dans plusieurs autres localités, des fragments de poteries découverts en surface, en partie attribuables au Rinaldone, suggèrent la présence éventuelle de villages liés à cette culture, mais à ce jour ces sites n'ont pas encore été fouillés. Certaines grottes, comme celle du Leone dans la région de Pise ont été fréquentées. Plusieurs ont pu éventuellement servir d'abris, au moins de manière occasionnelle.
Il existe malgré tout des villages ayant livré des objets, dont de la céramique, attribuables à la culture de Rinaldone. Ces derniers se trouvent dans la région de Rome et dans la zone côtière du Latium. Cependant, ces éléments Rinaldone sont toujours associés avec des céramiques et d'autres éléments matériels d'autres cultures.
Ainsi, dans le village de Maccarese près de Rome, la céramique présente à la fois des aspects relatifs aux cultures de Conelle, Gaudo mais aussi Rinaldone. Cette occupation était peuplée d'agriculteurs-éleveurs. La découverte de restes de chevaux dans ce site démontre que cet animal était connu à cette période dans cette région. Toutefois, il devait être très rare.
Outre les activités de subsistance, les communautés Rinaldone pratiquaient de manière certaine diverses activités artisanales, comme en témoignent les objets dans des matériaux variés découverts notamment dans les sépultures.

## Productions matérielles

### Céramique
Les fiasques sont un des éléments les plus caractéristiques de cette culture. Il s'agit de vase à col plus ou moins long en céramique fine noirâtre ou brune et brillante.
D'autres catégories de céramique, moins typiques du Rinaldone mais cependant assez variées, ont été découvertes dans les tombes, par exemple des écuelles carénées avec un col court, des vases cylindriques ou tronconiques, des vases ovoïdes parfois avec des petits becs.
Les vases étaient manipulés ou suspendus grâce aux boutons perforés ou aux reliefs percés d'un petit canal sur leur panse. Dans la phase la plus tardive, des hautes anses en ruban apparaissent.
Les décors sur ces poteries sont relativement rares et limités. Ils consistent en nervures, bossettes, cordons lisses et incisions. On note la présence dans quelques cas de décors lustrés.
Bien que souvent de très grande qualité, à ce jour, aucun élément ne montre que ces poteries ont pu circuler sur de grandes distances. Celles découvertes dans la nécropole de la Selvicciola sont par exemple réalisées en argile probablement d'origine locale.

### Outillage en roche taillée

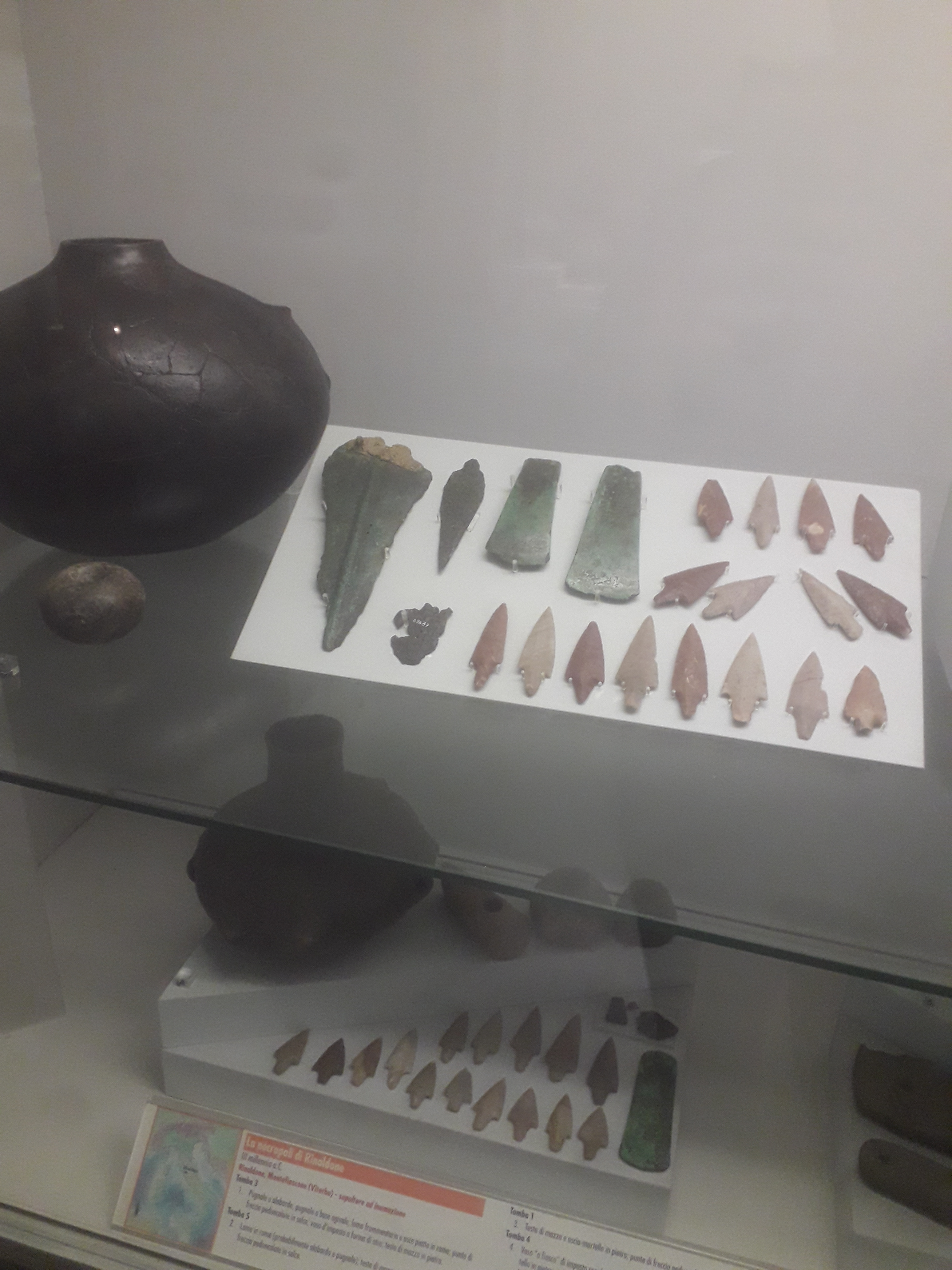
Outils de la culture de Rinaldone.

Les pointes de flèche perçantes sont les objets en roche taillée les plus fréquents dans les tombes de cette culture. Ainsi, on en compte 118 pour la nécropole éponyme. Leur qualité de réalisation est le plus souvent assez moyenne. Il existe toutefois des exemplaires qui se distinguent par leur régularité et leurs dimensions, par exemple dans la nécropole de Ponte San Pietro. Au côté de ces dernières, on trouve parfois des poignards ou des pointes de lance. Ils ne se distinguent des pointes de flèche que par leurs dimensions et leur morphologie.
Ces foliacées sont réalisées dans différentes matières premières. Les poignards sont souvent réalisés dans le silex des formations Scaglia rossa (it) dont les meilleurs gisements sont dans les Marches.
Ce silex est également employé pour la réalisation de grandes lames (souvent de plus de 15 cm), en partie réalisées par pression au levier. On retrouve également dans une des tombes de Lunghezzina près de Rome des lames sans doute par pression provenant vraisemblablement du Gargano,. À Garavicchio, dans le sud de la Toscane, une lame réalisée par pression découverte dans la tombe la plus riche provient sans doute de la région de Perfugas dans le nord de la Sardaigne. 
L'obsidienne est par contre marginale dans cette culture. Elle est absente des sépultures.
Outre les lames, on trouve également quelques microlithes géométriques en silex dans certaines tombes, par exemple à la Selvicciola. À Fontanile di Raim, leur analyse a montré qu'ils n'étaient pas utilisés, en dehors d'une demi-lune employée comme outil coupant.

### Outillage en os et bois de cervidé
L'outillage en os et en bois de cervidé est relativement fréquent. On trouve par exemple des pointes en os à tranchant oblique dans des sites jusqu'au sud du Latium,. Ce type d'objet semble n'avoir été réalisé que pour accompagner les défunts dans les sépultures.

### Outillage en pierre polie

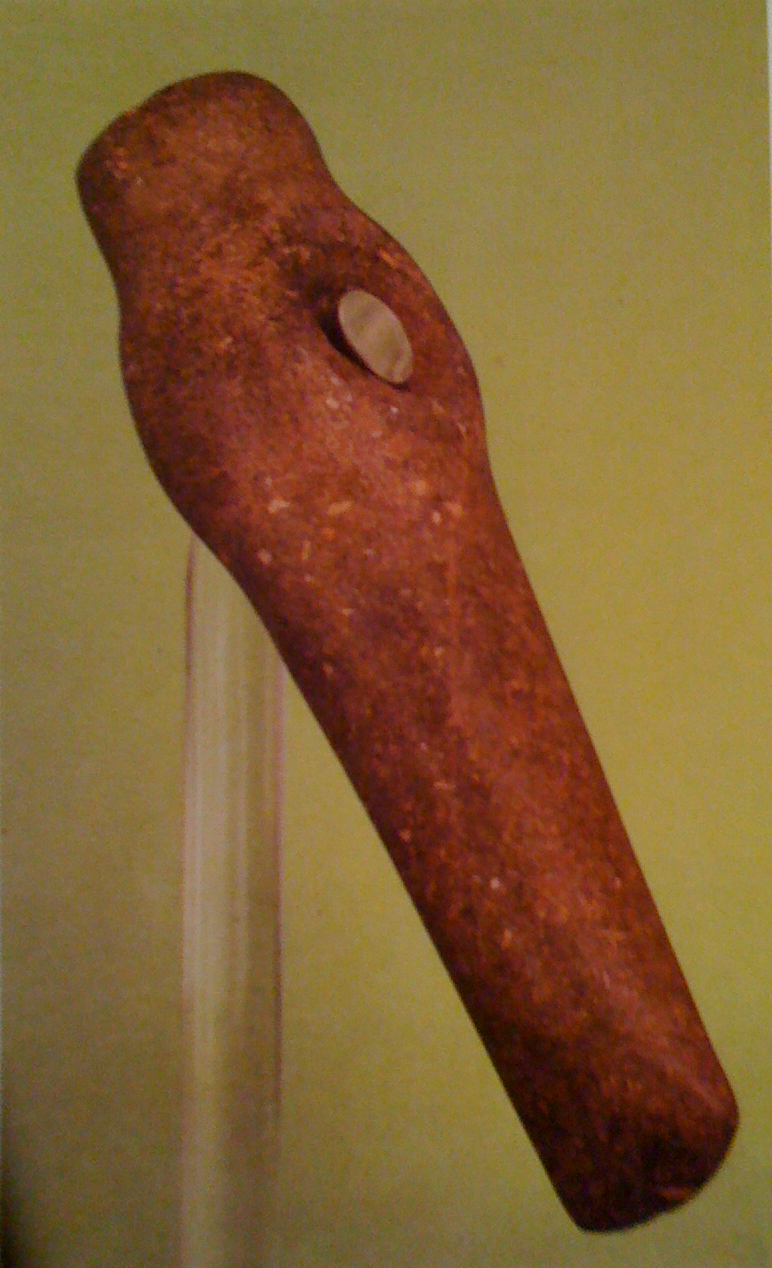
Hache-marteau de Rinaldone
Museo preistorico Pigorini, Rome

Les objets en roche polie sont rares. Ou trouve quelques petites haches dans les tombes, mais aussi des haches-marteaux, par exemple à Ponte San Pietro,.
Dans deux cas, des haches polies imitent visiblement par leur typologie des exemplaires en métal.

### Métallurgie
La métallurgie, apparue quelques siècles auparavant durant la fin du Néolithique, occupe une place importante dans cette culture, avec toutefois des différences régionales puisque les objets en métal sont rares dans les sites des Marches.
Différents types d'objets ont été découverts dans les sépultures. Les poinçons sont attestés dans plusieurs cas. Les poignards sont présents dans plusieurs nécropoles. Des hallebardes, des haches, des petites lames et des éléments de parure sont également documentés.
La majorité des objets est réalisée en cuivre. La composition des objets dans ce matériau permet de distinguer deux catégories ; d'une part des objets en cuivre arsénié, d'autre part des objets en cuivre réduit de Fahlerz (de) avec une forte proportion d'arsenic et d'antimoine. Les haches se distinguent par une composition différente des autres objets. Elles sont en cuivre quasiment pur et sont typiques de cette culture.
L'argent est employé pour la réalisation de rares éléments de parure, par exemple une tête d'épingle dans la nécropole de Lunghezzina. Ce métal, comme le cuivre, provient sans doute des gisements du nord du Latium et des Collines métallifères en Toscane.
Les objets en métal connus, relativement rares rapportés au nombre de sites, sous-estiment probablement la réalité. Contrairement au silex, le métal se détériore naturellement et peut se recycler facilement. On a les preuves d'une utilisation plus étendue d'outils en métal grâce à la tracéologie. À Maccarese, les ossements d'un cheval montrent ainsi des traces laissées par l'emploi de couteaux de métal. Dans les Marches, région qui a pourtant livré peu d'objets en métal, les analyses ont montré l'emploi d'outils en ce matériau pour la réalisation d'outils en os.

### Éléments de parure et autres types d'objets
Dans un cas, le métal est associé avec un autre matériau pour la réalisation d'un élément de parure : à Lucrezia Romana près de Rome, une perle en pierre est ainsi recouverte d'une feuille d'argent.
En dehors de ceux en métal, d'autres matériaux sont employés pour la réalisation de ces types d'objets. Un pendentif en pierre siliceuse a par exemple été découvert dans une des tombes de Lunghezzina près de Rome. La stéatite est employée pour la réalisation d'éléments de colliers, découverts par exemple à Osteria del Curato-Via Cinquefrondi. Des perles en pierre verte sont documentées dans la nécropole de Fontanile di Raim. Des coquillages découverts dans des tombes de la Selvicciola ont également été employés comme éléments de parure. On note dans le même site la présence exceptionnelle d'un pendentif en fritte : il s'agit du plus ancien élément en ce matériau connu pour toute l'Europe.
Outre les éléments de parure, sont exceptionnellement documentés dans les sépultures d'autres types d'objets, par exemple des brassards d'archer.

## Pratiques funéraires et rituelles

### Les sites funéraires
Plusieurs dizaines de sites funéraires sont connus. Ils sont relativement variés puisque l'on trouve des inhumés dans des grottes naturelles, des cimetières composés de tombes en fosse ou constitué de caveaux artificiels. Cette variété reflète au moins pour une part la variété des contextes géologiques (présence de grottes, structure du sol permettant ou non de creuser des caveaux, etc.). Ainsi, dans la région de Rome, les nécropoles découvertes ces dernières années sont constituées pour l'essentiel de tombes à fosses.
Le nombre de structures funéraires est très variable pour chaque site, certaines sont constituées de plusieurs dizaines de sépultures, jusqu'à 69 pour le site de Lucrezia Romana.

### Rituel funéraire
Le rituel funéraire est complexe et très varié, même si certaines régularités sont perceptibles.
Le nombre d'inhumés est très variable. On retrouve trois cas généraux : soit les morts étaient en connexion anatomiques, soit les morts étaient déposés dans un premier temps dans les tombes mais déplacés ensuite, soit les morts n'étaient pas déposés dans les nécropoles. Ce dernier cas de figure transparaît à travers l'extrême rareté des enfants dans les sépultures.
Dans de nombreux cas, les caveaux artificiels étaient utilisés pendant une durée importante. Au moment d'une nouvelle inhumation, les ossements des défunts précédents étaient repoussés au fond. les datations radiocarbone des os des inhumés ont par exemple permis de montrer qu'une des tombes de la Selvicciola a été utilisée à plusieurs siècles d'intervalle.
Certaines tombes sont totalement dépourvues de mobilier. Ainsi à Naviglione près de Farnèse sur 15 ou 16 sépultures, une seule contenait des objets en plus des ossements des défunts.
Dans d'autres cas, on retrouve, entre autres, les fiasques typiques de cette culture. Dans les rares tombes d'enfants documentées dans les Marches, les fiasques sont plus petites que celles associées au sépultures d'adultes.
Les pointes de flèche déposées dans les tombes présentent dans certains cas des traces d'utilisation, comme à Casale del Dolce. Certaines ont clairement été ravivées après une première utilisation alors que d'autres sont neuves. Toutefois, les pointes de flèche neuves sont rares dans la plupart des sites, à l'exception de la nécropole de la Selvicciola.
En dehors des objets, on observe le dépôt d'ocre au pied d'un défunt à Lunghezzina et de cinabre dans quelques autres cas.

### Autres pratiques rituelles
Certaines grottes naturelles sont fréquentées dans le cadre de pratiques cultuelles. Des vases sont par exemple déposées sous ou à proximité des infiltrations d'eau dans la grotte des Sassi Neri en Toscane.

## Structure sociale
La structure sociale des communautés Rinaldone est appréhendée à travers les différences de richesse des tombes. Plusieurs sépultures dans quelques sites se distinguent en effet par une richesse et une variété du mobilier associé à un inhumé. C'est le cas par exemple à Lunghezzina près de Rome ou à Garavicchio dans le sud de la Toscane. Dans la tombe dite "de la veuve" dans la nécropole de Ponte San Pietro dans le nord du Latium, le squelette d'une femme reposait aux pieds de celui d'un homme qui était accompagné d'un riche mobilier constitué entre autres de poteries et d'armes en métal et en silex.
Il existe peut-être des différences régionales dans la structure sociale des communautés. Dans le centre et le sud du Latium, les tombes d'hommes adultes sont en effet remarquables par la richesse de leur mobilier, dont des armes de silex et de métal. Cette richesse était peut-être héréditaire, comme le suggère une tombe d'enfant dans la nécropole de Lucrezia Romana près de Rome dans laquelle ont été découverts une perle en pierre recouverte d'une feuille d'argent et un poignard en cuivre.
La présence importante d'armes comme les poignards en métal et en silex et les pointes de flèche en roche taillée pourraient suggérer l'importance des guerriers et des conflits dans cette culture. Ainsi, pour Christian Jeunesse, la panoplie stéréotypée comprenant le poignard avec ses différentes variantes, la hache plate et l'alène à section rectangulaire qui émerge dans toute la Méditerranée occidentale et dans la culture de Rinaldone témoigne « de l'émergence d'une nouvelle idéologie fondée sur une forte valorisation de l'individu et du guerrier très proche de celle que l'on associe traditionnellement à l'implantation, 8 ou 10 siècles plus tard, du Campaniforme ». Toutefois, la possession et l'affichage des armes avaient peut-être une fonction plus symbolique (affichage du pouvoir) que réelle. Certaines pointes de flèche en silex surdimensionnées et inutilisables comme armes en témoignent. D'ailleurs, les squelettes qui présentent les stigmates d'une mort violente sont rares.

## Sites principaux
- Bandita San Pantaleo (Latium)[62]
- Casale del Dolce (Latium)
- Camerano (Marches)[63]
- Fontanile di Raim (Latium)[46]
- Fontenoce di Recanati (Marches)[19]
- Garavicchio (Toscane)
- Le Calle (Toscane)[64]
- Lucrezia Romana (Latium)[33]
- Lunghezzina (Latium)[44]
- Osteria del Curato-Via Cinquefrondi (Latium)[33]
- Ponte delle Sette Miglia (Latium)[33]
- Ponte San Pietro (Latium)[42]
- Rinaldone (Latium)[3]
- Romanina (Latium)[33],[65]
- Selvicciola (Latium)[45]
- Tenuta della Mandriola (Latium)[33]